# Melophagus
Melophagus (altgriechisch mēlophagos ‚Schaffleisch essend‘) ist eine Gattung der Lausfliegen, deren Typus und auch tiermedizinisch bedeutendster Vertreter die Schaflausfliege ist.
Die Fühler sind walzenförmig und liegen in einer kleinen Grube. Die Augen sind klein und linienförmig, Punktaugen sind nicht ausgebildet. Der Tarsus trägt zwei Krallen. Die Vertreter besitzen weder Flügel noch Halteren.

## Arten
- Melophagus dyspnoetus Maa, 1980
- Melophagus grunini Maa & Doszhanov, 1980
- Melophagus himalayae Maa, 1969[3]
- Melophagus kamtshaticus Doszhanov, 1979
- Melophagus kaukasikus Doszhanov, 2003
- Schaflausfliege (Melophagus ovinus) (Linnaeus, 1758), Hauptwirt Schafe
- Melophagus pantholopsus Sun, 1996
- Gämsenlausfliege (Melophagus rupicaprinus) Rondani, 1879[4], Hauptwirt Gämsen